# Ka (faraon)
Ka – władca górnego Egiptu z dynastii 0. Znany jest też pod imieniem Sechen. Niektórzy badacze wątpią w istnienie tego władcy. Prawdopodobnie był następcą Iry-Hora.

## Grób
Został pochowany w Abydos (Umm al-Kaab). W skład grobu Ka wchodzą dwie komory: B7 o wymiarach 6,05 m x 3,25 m oraz B9 o wymiarach 6,0 m x 3,10 m. W grobie znaleziono części noża krzemiennego oraz ceramiki z imieniem króla w serechu.

## Imiona
| G5 |

| G5 |

| kA |

| kA |

| kA |

| kA |

| G5 |

| G5 |

| kA |

| kA |

| kA |

| kA |

| G5 |

| G5 |

| D32 |

| D32 |

| D32 |

| D32 |

| G5 |

| G5 |

| D32 |

| D32 |

| D32 |

| D32 |